# Kerguelenia ochotica
Kerguelenia ochotica is een vlokreeftensoort uit de familie van de Kergueleniidae. De wetenschappelijke naam van de soort is voor het eerst geldig gepubliceerd in 1962 door Gurjanova.